# سورن بويسن
سورن بويسن هو راكب الكنو دنماركي، ولد في 5 فبراير 1950.

## وصلات خارجية
- سورن بويسن على موقع أوليمبيديا (الإنجليزية)